# Йохана Елизабет фон Шлезвиг-Холщайн-Готорп
Йохана Елизабет фон Шлезвиг-Холщайн-Готорп (на немски: Johanna Elisabeth von Schleswig-Holstein-Gottorp; * 24 октомври 1712 в дворец Готорп, Шлезвиг; † 30 май 1760 в Париж) е принцеса от Шлезвиг-Холщайн-Готорп и чрез женитба княгиня на Княжество Анхалт-Цербст, регентка от 1747 до 1752 г. и майка на руската императрица Екатерина II Велика. 
Тя е най-малката дъщеря на херцог Христиан Август фон Шлезвиг-Холщайн-Готорп (1673 – 1726) и съпругата му Албертина фон Баден-Дурлах (1682 – 1755), дъщеря на маркграф Фридрих VII Магнус фон Баден-Дурлах и принцеса Авугуста Мария фон Холщайн-Готорп. По-малка сестра е на Адолф Фридрих (1710 – 1771), крал на Швеция.
Йохана Елизабет се омъжва на 15 години на 8 ноември 1727 г. във Фехелде при Брауншвайг за княз Христиан Август фон Анхалт-Цербст (1690 – 1747) от род Аскани. 
През януари 1744 г. тя придружава като „графиня фон Райнбек“  дъщеря си София Августа Фредерика в Русия, която следващата година става съпруга на руския престолонаследник Петър IIII. Йохана Елизабет живее две години в двора на царица Елисавета, въвлечена е в множество интриги, обвинена е в шпоинаж и по нареждане на царицата няма право да си пише с дъщеря си.
След завръщането ѝ от Русия Йохана Елизабет е след смъртта на нейния съпруг през 1747 г. регентка за нейния син Фридрих Август в Анхалт-Цербст. Още преди това тя има голямо влияние в управлението на страната. През 1751 г. нейният брат Адолф Фридрих става крал на Швеция.
От 1750 г. тя построява новия бароков дворец Дорнбург на Елба, за да посреща нейните императорски и кралски роднини (нейната дъщеря царица Катарина Велика никога не я посещава). В началото на Тридесетгодишната война, въпреки неутралитета на Анхалт, заради шпионаж Фридрих II от Прусия окупира военно Анхалт. Княгинята бяга през 1758 г. в Париж, където умира след две години на 47 години на 30 май 1760 г. като „графиня фон Олденбург“.

## Деца
Йохана Елизабет и княз Христиан Август фон Анхалт-Цербст имат децата:
- София Августа Фредерика (1729 – 1796) като Екатерина II Велика императрица на Русия (1762 – 1796)

∞ 1 септември 1745 г. в Санкт Петербург за Петър III (1728 – 1762), цар на Русия (1762)
- Вилхелм Христиан Фридрих (1730 – 1742)
- Фридрих Август (1734 – 1793), княз на Анхалт-Цербст 1747 – 1793)

∞ 17 ноември 1753 в Цербст принцеса Каролина фон Хесен-Касел (1732 – 1759)
∞ 27 май 1764 в Баленщет принцеса Фридерика фон Анхалт-Бернбург (1744 – 1827)
- Августа Христина Шарлота (1736)
- Елизабет Улрика (1742 – 1745)